# 德卡爾布大道車站 (BMT卡納西線)
德卡爾布大道車站（英語：DeKalb Avenue station）是紐約地鐵BMT卡納西線的一個地鐵站，位於布魯克林布什維克威克奧夫及德卡爾布大道交界，設有L線（任何時候停站）列車服務。

## 車站結構

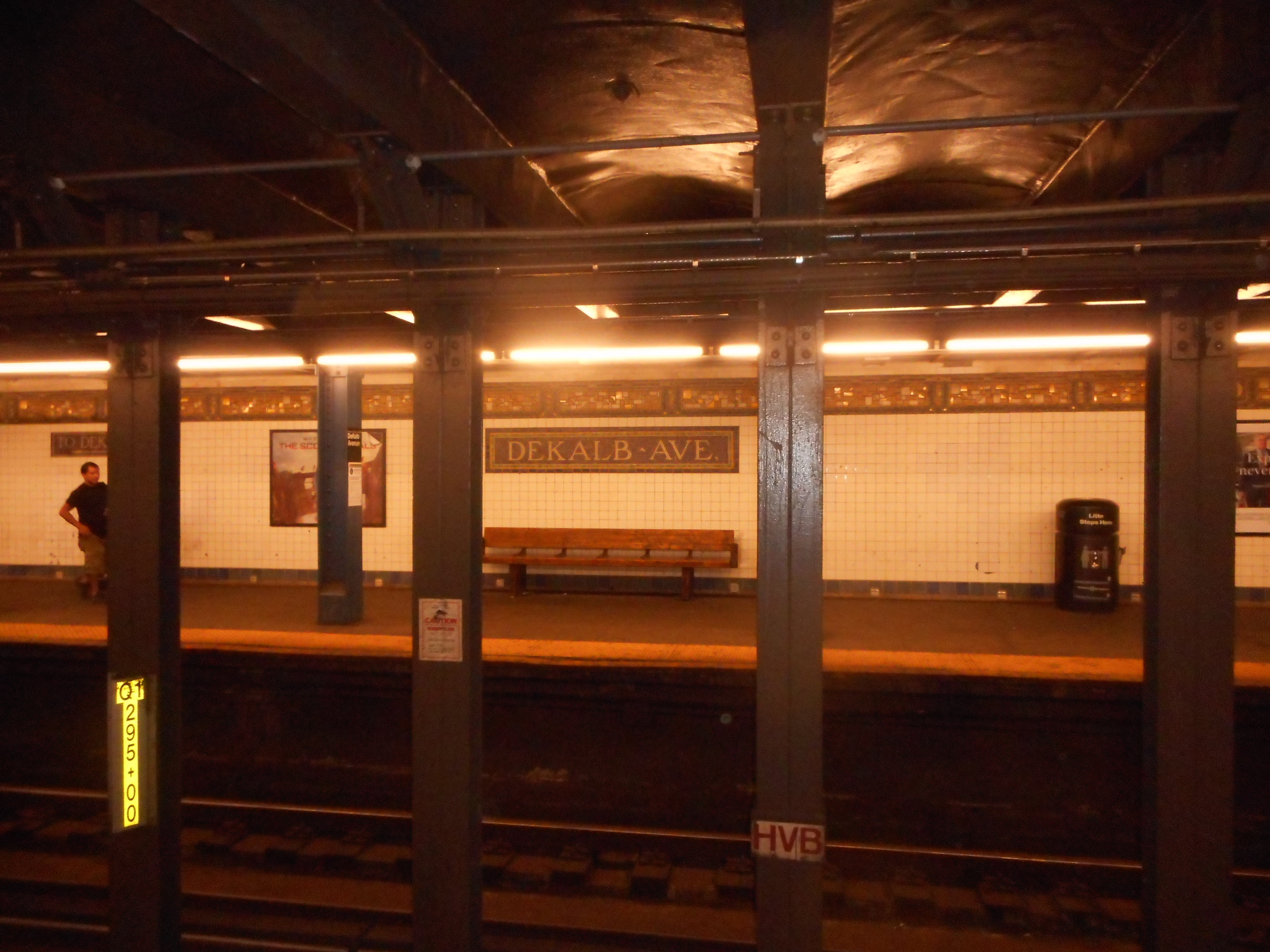
月台層

| G        | 街道層   | 出入口                                          |
| M        | 夾層     | 閘機、車站詢問處、MetroCard自動售票機           |
| P 月台層 | 側式月台 | 側式月台                                        |
| P 月台層 | 西行     | ← 往第八大道 (傑斐遜街)                         |
| P 月台層 | 東行     | → 往卡納西-洛克威公園道 (默特爾-威克奧夫大道) → |
| P 月台層 | 側式月台 |                                                 |

此地下車站設有兩個側式月台和兩條軌道。

## 外部連結
- nycsubway.org—BMT Canarsie: DeKalb Avenue
- The Subway Nut — DeKalb Avenue Pictures （页面存档备份，存于）
- DeKalb Avenue entrance from Google Maps Street View （页面存档备份，存于）
- Stanhope Street entrance from Google Maps Street View （页面存档备份，存于）
- Platforms from Google Maps Street View